# Vladimir Čonč
Vladimir Čonč (ur. 13 stycznia 1928 w Zagrzebiu, zm. 15 października 2012 tamże) – chorwacki piłkarz występujący na pozycji pomocnika. Reprezentant Jugosławii.

## Kariera klubowa
Čonč jako junior grał w Građanskim Zagreb oraz Poštarze Zagrzeb. W 1946 roku został graczem Lokomotivy Zagrzeb. Następnie występował w FK Naša Krila Zemun, a w 1951 roku wrócił do Lokomotivy. W trakcie sezonu 1952/1953 przeniósł się do Dinama Zagrzeb. Dwukrotnie zdobył z nim mistrzostwo Jugosławii (1954, 1958), a także raz Puchar Jugosławii (1960).
W 1961 roku Čonč przeszedł do niemieckiego Kickers Offenbach, grającego w Oberlidze. Po jednym sezonie odszedł do innego zespołu tej ligi, Eintrachtu Bad Kreuznach. Tam również spędził jeden sezon. W 1963 roku został zawodnikiem klubu Opel Rüsselsheim. W sezonie 1964/1965 awansował z nim z Amateurligi (III liga) do Regionalligi (II liga). W 1966 roku zakończył karierę.

## Kariera reprezentacyjna
W reprezentacji Jugosławii Čonč wystąpił jeden raz, 28 listopada 1956 w przegranym 0:3 towarzyskim meczu z Anglią. Wcześniej, w 1952 roku zdobył srebrny medal na Letnich Igrzyskach Olimpijskich.